# BODY (バンド)
BODY（ボディ）は、日本のロックバンド。

## 概要
D'ERLANGERの解散後、動向が期待されていた瀧川一郎（CIPHER）と、同じくD'ERLANGERのメンバーで当時ZI:KILLを脱退した直後の菊地哲（Tetsu）の2人により1992年夏に結成。幾度かのヴォーカルの交代を経て、1994年にメジャーでの活動を開始するが、実質デビュー後たった1回の武道館ライブ、1枚のオリジナルアルバム（解散後に武道館公演のライヴアルバムとリミックスアルバムを各1枚ずつリリース）、1枚のシングルを発表したのみで短期間の内に解散したバンド。短期間での解散理由には諸説あるが、アルバムリリース時に音楽雑誌『GiGS』には「音のバランスが悪く（ギターとドラムスの音が異常に大きいことは音楽誌『バンドやろうぜ』でも指摘されている）、レコーディングでのメンバー間の葛藤が感じられる」と、仲違い、あるいはメンバー間の力関係等の暗示する記事が掲載されている。
アルバム収録曲の「HERESY」は瀧川がD'ERLANGERのアマチュア時代に制作した楽曲である。また唯一のシングル表題曲「I LOVE YOU」とアルバム収録の「MY SELF」は、瀧川・菊地が後に結成したバンドCRAZEのライブでも度々演奏されており、CRAZEとしてリリースもされた。

## メンバー
- 木村直樹 ： ヴォーカル

DAZZLE→BODY→ソロ（NAOKI）→RIP VAN WINKLE→REACTION→THE LOVEROCK VIOLENT
- 瀧川一郎 ： ギター, バッキング・ヴォーカル

D'ERLANGER（CIPHER）→BODY→CRAZE→D'ERLANGER（CIPHER）
- 岡田基樹 ： ベース, バッキング・ヴォーカル

MAGIER SEXALIS→DEEP'S→BODY→THE LOVEROCK VIOLENT
- 菊地哲 ： ドラムス, パーカッション

D'ERLANGER（TETSU）→ZI:KILL（TETSU）→BODY→CRAZE→D'ERLANGER（Tetsu）

### サポートメンバー
- 清水賢治 : キーボード、ピアノ

### 過去に所属したボーカリスト
- 中込広和 - 1993年5月3日 ZI:KILL、DIE IN CRIES、L'Arc〜en〜Cielらとの渋谷公会堂でのロッキンfイベントライブ「サブリナミル・ビジョン」のみ。

## ディスコグラフィ

### シングル
- I LOVE YOU （1994年4月1日　SRDL-3807） 8cmCD

1. I LOVE YOU (SINGLE VERSION)
2. STILL MY LOVE

### アルバム
オリジナル・アルバム
- FLAME （1994年4月21日　SRCL-2867　初回生産限定：5面デジパック仕様）

1. MY SELF
2. BABY, CRAZY
3. HERESY
4. UNFINISED GAME
5. STILL MY LOVE
6. HOLD YOU SOFTLY
7. I BELIEVE
8. I LOVE YOU (ALBUM VERSION)
9. ETERNITY 〜I love you forever〜
10. DAY DREAM

ライブ・アルバム
- STARK NAKED FLAME （1994年11月21日　SRCL-3030）

1994年5月14日日本武道館ライヴを収録。
1. MY SELF
2. BABY, CRAZY
3. HERESY
4. HOLD YOU SOFTLY
5. STILL MY LOVE
6. UNFINISED GAME
7. I BELIEVE
8. ETERNITY 〜I love you forever〜
9. I LOVE YOU
10. DAY DREAM

リミックス・アルバム
- FLAME REMIX （1995年11月22日　SRCL-3359）

1. I LOVE YOU (SINGLE VERSION)
2. MY SELF
3. HERESY
4. STILL MY LOVE
5. BABY, CRAZY
6. I BELIEVE（LIVE）
7. HOLD YOU SOFTLY（LIVE）

### 映像作品
- VIDEO FLAME （1994年7月21日　VHS：SRVM-405　LD：SRLM-405）

プロモーション・ビデオ集。22分。
1. MY SELF
2. I LOVE YOU
3. STILL MY LOVE
4. DAY DREAM

- STARK NAKED FLAME 〜素っ裸の情熱〜 LIVE AT BUDOKAN （1994年8月21日　VHS：SRVM-407　LD：SRLM-407）

1994年5月14日日本武道館ライヴを収録。50分。
1. MY SELF
2. BABY, CRAZY
3. HERESY
4. STILL MY LOVE
5. I BELIEVE
6. ETERNITY 〜I love you forever〜
7. I LOVE YOU
8. DAY DREAM

※ 上記2作品共に未DVD化

## バンドスコア
- FLAME （1994年6月　ドレミ楽譜出版社　ISBN 9784810838640）